# Біобудинок (фільм)
«Біо-Дом» — американський комедійний кінофільм режисера Джейсона Блума, що вийшов на екрани в 1996.

## Зміст
Посеред пустелі проводять експеримент: будують біо-будинок (величезний модуль з мікрокліматом) і відправляють в цей будинок п'ять чоловік, щоб дізнатися, чи зможуть вони прожити рік, не спілкуючись із зовнішнім світом. Але тут — на щастя чи на горе всієї затії — приїхали два нехлюя, два бовдура і бешкетники — Бад і Дойл, порушивши весь задум експерименту.

## Ролі
| Актор            | Роль |
| ---------------- | ---- |
| Полі Шор         | -    |
| Стівен Болдвін   | -    |
| Вільям Атертон   | -    |
| Деніз Дауз       | -    |
| Дара Томанович   | -    |
| Кевін Вест       | -    |
| Кайлі Міноуг     | -    |
| Джої Лорен Едамс | -    |
| Тереза Гілл      | -    |
| Патриція Герст   | -    |

## Знімальна група
- Режисер — Джейсон Блум
- Сценарист — Кіп Кеніг, Скотт Маркано, Адам Лефф
- Продюсер — Бредлі Дженкель, Бред Кревой, Стівен Стаблер
- Композитор — Ендрю Гросс